# ناحیه لیبراژد
نام یکی از استان‌های سی‌وشش‌گانه کشور آلبانی است.
مرکز این استان شهر لیبراژد است.